# Département de Banda
Le département de Banda est une des 27 subdivisions de la province de Santiago del Estero, en Argentine. Son chef-lieu est la ville de La Banda.
Le département a une superficie de 3 597 km2. Sa population était de 128 387 habitants au recensement de 2001.

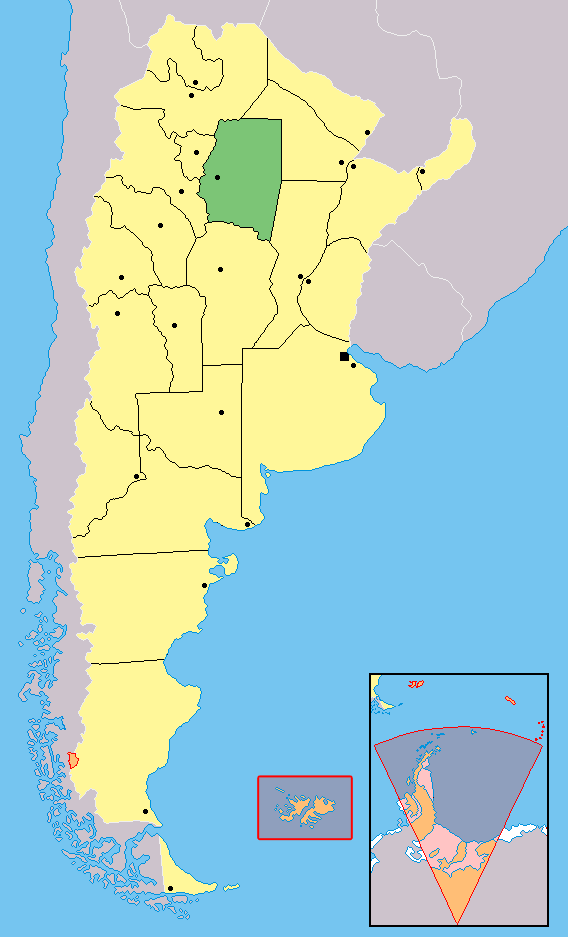
Localisation de la province de Santiago del Estero en Argentine